# Kola sa sijenom
Kola sa sijenom (engleski: The Hay Wain) je ulje na platnu koje je naslikao John Constable (1776. – 1837.), slavni engleski slikar romantičarskih krajolika 1821. godine. Danas se nalazi u Nacionalnoj galeriji u Londonu i smatra se jednom od najvećih i najpopularnijih engleskih slika.
Ova slika prikazuje ruralni prizor na rijeci Stour između engleskih županija Suffolk i Essex; lijeva se obala nalazi u Suffolku, a krajolik na desnoj obali, nalazi se u Essexu. Prizor se odvija u blizini Flatford Milla u Suffolku. Naslikana su tri konja koja vuku drvena kola sa sijenom za farmu Willy Lott’s Cottage, koja je vidljiva na lijevoj strani rijeke, u Essexu. 
Kola sa sijenom je jedna od niza slika koje je Constable nazvao “šesto-stopne”, velikim platnima koje je oslikao za godišnju ljetnu izložbu na Kraljevskoj akademiji. Njena kasnija uljena skica u prirodnoj veličini se danas nalazi u Victoria & Albert muzeju u Londonu. Constable je završeni rad izložio i nazvao ga Pejzaž u podne, želeći dokazati pripadnost pravcu klasične pejzažne tradicije. No, slika je značajno bolje bila primljena u Francuskoj gdje je izložena 1824. godine na Pariškom salonu nakon što ju je pohvalio Théodore Géricault. Na toj izložbi izloženo je pet njegovih djela (vjerojatno u čast netom preminulog Géricaulta), a ova slika je osvojila zlatnu medalju francuskog kralja Karla X., koja je kasnije utisnuta u njezin okvir.
John Constable je poznat po svojim pejzažima, iako je za vrijeme života prodao tek dvadesetak slika i nije izabran za člana Kraljevske akademije sve do 52. godine života. Glavni izvor njegove inspiracije je bila priroda i odbacuje akademski način slikanja. Njegovi središnji motivi su bili ladanje i krajolik, na velika platna predočeni u ono vrijeme neuobičajenim načinom - skicozno, bez zaglađivanja i apliciranjem debelih namaza boje „špahtlom”. Zbog toga je imao jako veliki utjecaj na francuske pejzažiste (barbizonska škola) i slikare prirode u romantizmu. No, po shvaćanju i metodi rada Constable čak nagovještava dolazak impresionizma.

## Vanjske poveznice
- Nacionalna galerija u Londonu, podaci o slici (engl.)
- [neaktivna poveznica], Smarthistory at Khan Academy (engl.)